# Judo Grand Slam Paris
Judo Grand Slam Paris je jeden ze čtyř nejprestižnějších judistických turnajů. Pařížský turnaj se koná každoročně v únoru, první ročník proběhl 6. února 1971. Původně se jednalo pouze o turnaj mužů, ženské kategorie byly zařazeny na program v roce 1988. Z haly Stade Pierre de Coubertin se v roce 2000 přesunul do Palais omnisports de Paris-Bercy. Od roku 2009 je jedním ze čtyř Grand Slamů, judistických turnajů nejvyšší kategorie. Turnaj organizuje Francouzská federace juda.

## Muži

### Superlehká váha (−60 kg)
| Rok             | Zlato                     | Stříbro                   | Bronz                                            |
| --------------- | ------------------------- | ------------------------- | ------------------------------------------------ |
| World Cup       |                           |                           |                                                  |
| 1989            | Marino Cattedra (ITA)     | Juzi Ozawa (JPN)          | Philip Pradayrol (FRA) Jean-Marie Le Sonn (FRA)  |
| 1990            | Hitoši Noguči (JPN)       | Philip Pradayrol (FRA)    | Richard Trautmann (GER) Nigel Donohue (GBR)      |
| 1991            | Thierry Harismendy (FRA)  | József Wagner (HUN)       | Girolamo Giovinazzo (ITA) Gaetan Bikindou (FRA)  |
| 1992            | Girolamo Giovinazzo (ITA) | Philip Pradayrol (FRA)    | Shigueto Yamasaki (BRA) Lim Byung-ki (KOR)       |
| 1993            | Nigel Donohue (GBR)       | Thierry Harismendy (FRA)  | Manfred Hiptmaier (AUT) Lim Byung-ki (KOR)       |
| 1994            | Kim Hyuk (KOR)            | Girolamo Giovinazzo (ITA) | Kacunori Kimura (JPN) Manuel Orgaz (ESP)         |
| 1995            | Keniči Harada (JPN)       | Ludovic Bimont (FRA)      | Rjúdži Sonoda (JPN) Gaetan Bikindou (FRA)        |
| 1996            | Franck Chambilly (FRA)    | Manolo Poulot (CUB)       | Roberto Naveira (ESP) Kazuhiko Tokuno (JPN)      |
| 1997            | Kazuhiko Tokuno (JPN)     | Moon Dae-hyun (KOR)       | Oscar Peñas (ESP) Girolamo Giovinazzo (BLR)      |
| 1998            | Kazuhiko Tokuno (JPN)     | Youm Dong-won (KOR)       | Eric Despezelle (FRA) Girolamo Giovinazzo (ITA)  |
| 1999            | Oscar Peñas (ESP)         | Tacuaki Egusa (JPN)       | Kendži Uemacu (ESP) Kim Ki Yong (KOR)            |
| 2000            | Tadahiro Nomura (JPN)     | Manolo Poulot (CUB)       | Yacine Douma (FRA) Denílson Lourenço (BRA)       |
| 2001            | Kazuhiko Tokuno (JPN)     | Cyril Soyer (FRA)         | Yacine Douma (FRA) Roberto Cueto (ESP)           |
| Super A         |                           |                           |                                                  |
| 2002            | Choi Min-ho (KOR)         | João Derly (BRA)          | Ruben Houkes (NED) Masato Učišiba (JPN)          |
| 2003            | Craig Fallon (GBR)        | Hyun Seung-hoon (KOR)     | Albert Techov (LTU) Ludwig Paischer (AUT)        |
| 2004            | Tadahiro Nomura (JPN)     | Ludwig Paischer (AUT)     | Baptiste Leroy (FRA) Cyril Soyer (FRA)           |
| Super World Cup |                           |                           |                                                  |
| 2005            | Ludwig Paischer (AUT)     | Tacuaki Egusa (JPN)       | Craig Fallon (GBR) Choi Min-ho (KOR)             |
| 2006            | Cho Nam-suk (KOR)         | Hiroaki Hiraoka (JPN)     | Cyril Soyer (FRA) Armen Nazarian (ARM)           |
| 2007            | Nijat Šichalizade (AZE)   | Tacuaki Egusa (JPN)       | Choi Min-ho (KOR) Dimitri Dragin (FRA)           |
| 2008            | Hiroaki Hiraoka (JPN)     | Choi Min-ho (KOR)         | Ruben Houkes (NED) Georgii Zantaraia (UKR)       |
| Grand Slam      |                           |                           |                                                  |
| 2009            | Dimitri Dragin (FRA)      | Amiran Papinašvili (GEO)  | Ludwig Paischer (AUT) Choi Gwang-hyeon (KOR)     |
| 2010            | David Asumbani (GEO)      | Rišod Sobirov (UZB)       | Dimitri Dragin (FRA) Masaaki Fukuoka (JPN)       |
| 2011            | Rišod Sobirov (UZB)       | Hovhannes Davtyan (ARM)   | Amiran Papinašvili (GEO) Georgii Zantaraia (UKR) |
| 2012            | Rišod Sobirov (UZB)       | Kim Won Jin (KOR)         | Amiran Papinašvili (GEO) Jang Jin-min (KOR)      |
| 2013            | Naohisa Takato (JPN)      | Jang Jin-min (KOR)        | Amiran Papinašvili (GEO) Beslan Mudranov (RUS)   |

### Pololehká váha (−66 kg)
(−65 kg před rokem 1998)
| Rok             | Zlato                    | Stříbro                    | Bronz                                             |
| --------------- | ------------------------ | -------------------------- | ------------------------------------------------- |
| World Cup       |                          |                            |                                                   |
| 1989            | Hugo Kendelbacher (GER)  | Hamid Abdoune (FRA)        | Philip Laats (BEL) Bruno Campargue (FRA)          |
| 1990            | Amiran Totikašvili (GEO) | Yoon Kyung-Hyung (KOR)     | Martin Schmidt (GER) Nasser Nechar (FRA)          |
| 1991            | Philip Laats (BEL)       | Pascal Breyer (BEL)        | Nasser Nechar (FRA) Eric Born (SUI)               |
| 1992            | Kendži Marujama (JPN)    | József Csák (HUN)          | Udo Quellmalz (GER) Jimmy Pedro (USA)             |
| 1993            | Jukimasa Nakamura (JPN)  | Jimmy Pedro (USA)          | Nasser Nechar (FRA) Eric Born (SUI)               |
| 1994            | Hamid Abdoune (FRA)      | Benoît Campargue (FRA)     | Israel Hernández (CUB) Philip Laats (BEL)         |
| 1995            | Naoja Učimura (JPN)      | Hassene Djimili (FRA)      | Christophe Brunet (FRA) Laurent Calleja (FRA)     |
| 1996            | Jukimasa Nakamura (JPN)  | Kim Dae-ik (KOR)           | Larbi Benboudaoud (FRA) Julian Davis (GBR)        |
| 1997            | Naoja Učimura (JPN)      | Larbi Benboudaoud (FRA)    | József Csák (HUN) Kim Hyuk (KOR)                  |
| 1998            | Giorgi Revazišvili (GEO) | Franck Bellard (FRA)       | Magomed Džafarov (RUS) Rašad Mamedov (BLR)        |
| 1999            | Jukimasa Nakamura (JPN)  | Kijoši Uemacu (ESP)        | Giorgi Revazišvili (GEO) József Csák (HUN)        |
| 2000            | Yordanis Arencibia (CUB) | Franck Bellard (FRA)       | Javier Delgado (ESP) Amar Meridja (ALG)           |
| 2001            | Islam Maciev (RUS)       | Benjamin Darbelet (FRA)    | Larbi Benboudaoud (FRA) João Pina (POR)           |
| Super A         |                          |                            |                                                   |
| 2002            | Yordanis Arencibia (CUB) | Lee Won-hee (KOR)          | Christophe Besnard (FRA) Konstantin Zarecky (RUS) |
| 2003            | Larbi Benboudaoud (FRA)  | Kim Hyung-ju (KOR)         | Christophe Besnard (FRA) Benjamin Darbelet (FRA)  |
| 2004            | Tomoo Torii (JPN)        | David Margošvili (GEO)     | João Pina (POR) Georgi Georgiev (BUL)             |
| Super World Cup |                          |                            |                                                   |
| 2005            | Hirojuki Akimoto (JPN)   | Benjamin Darbelet (FRA)    | Stéphane Biez (FRA) Nestor Chergiani (GEO)        |
| 2006            | João Derly (BRA)         | Hirojuki Akimoto (JPN)     | Javier Delgado (ESP) Miklos Ungvari (HUN)         |
| 2007            | Hirojuki Akimoto (JPN)   | Leandro Cunha (BRA)        | Yordanis Arencibia (CUB) Kim Kwang-sub (KOR)      |
| 2008            | Kim Joo-jin (KOR)        | Masato Učišiba (JPN)       | Dex Elmont (NED) Alim Gadanov (UKR)               |
| Grand Slam      |                          |                            |                                                   |
| 2009            | Masato Učišiba (JPN)     | Benjamin Darbelet (FRA)    | Miklos Ungvari (HUN) An Jeong-hwan (KOR)          |
| 2010            | Kim Joo-jin (KOR)        | Sanjásuren Mijaragčá (MGL) | Chašbátaryn Cagánbátar (MGL) David Larose (FRA)   |
| 2011            | Džunpei Morišita(JPN)    | Armen Nazarian (ARM)       | David Larose (FRA) Massaki Fukuoka (JPN)          |
| 2012            | David Larose (FRA)       | Cho Jun-ho (ARM)           | Chašbátaryn Cagánbátar (MGL) Sergey Lim (KAZ)     |
| 2013            | David Larose (FRA)       | Davádorj Tumurchuleg (MGL) | Cho Jun-ho (KOR) Tomofumi Takajo (JPN)            |

### Lehká váha (−73 kg)
(−71 kg před rokem 1998)
| Rok             | Zlato                        | Stříbro                         | Bronz                                              |
| --------------- | ---------------------------- | ------------------------------- | -------------------------------------------------- |
| World Cup       |                              |                                 |                                                    |
| 1989            | Jukiharu Jošitaka (JPN)      | Vincent Vieille-Marchiset (FRA) | Bertalan Hajtós (HUN) Marc Alexandre (FRA)         |
| 1990            | Marc Verillotte (FRA)        | Vincent Vieille-Marchiset (FRA) | Diego Brambilla (ITA) Serge Caytan (FRA)           |
| 1991            | Bruno Carabetta (FRA)        | Chung Hoon-yong (KOR)           | Christophe Gagliano (FRA) Massimo Sulli (ITA)      |
| 1992            | Chung Hoon-yong (KOR)        | René Sporleder (GER)            | Patrick Rosso (FRA) Bruno Carabetta (FRA)          |
| 1993            | Martin Schmidt (GER)         | Patrick Rosso (FRA)             | Christophe Gagliano (FRA) Norbert Haimberger (AUT) |
| 1994            | Patrick Rosso (FRA)          | Christophe Gagliano (FRA)       | Martin Schmidt (GER) Kenzó Nakamura (JPN)          |
| 1995            | Takehisa Iwakawa (JPN)       | Martin Schmidt (GER)            | Christophe Gagliano (FRA) Giorgi Vazagašvili (GEO) |
| 1996            | Kenzó Nakamura (JPN)         | Christophe Gagliano (FRA)       | Danny Kingston (GBR) Jimmy Pedro (USA)             |
| 1997            | Kwak Dae-sung (KOR)          | Thomas Schleicher (AUT)         | Christophe Massina (FRA) Jimmy Pedro (USA)         |
| 1998            | Jimmy Pedro (USA)            | Kenzó Nakamura (JPN)            | Christophe Gagliano (FRA) Christophe Massina (FRA) |
| 1999            | Ferrid Kheder (TUN)          | Guillaume Fort (FRA)            | Vsevolods Zelonijs (LAT) Choi Yong-shin (KOR)      |
| 2000            | Ferrid Kheder (TUN)          | Tiago Camilo (BRA)              | Christophe Gagliano (FRA) Christophe Massina (FRA) |
| 2001            | Daniel Fernandes (FRA)       | Choi Yong-shin (KOR)            | Christophe Massina (FRA) Andrej Šturbabin (UZB)    |
| Super A         |                              |                                 |                                                    |
| 2002            | Koen Sleeckx (BEL)           | Christophe Massina (FRA)        | Ferrid Kheder (TUN) Ilja Čimčiuri (UKR)            |
| 2003            | Masahiro Takamacu (JPN)      | Claudius Bastea (ROU)           | Ferrid Kheder (FRA) Lee Won-hee (KOR)              |
| 2004            | Masahiro Takamacu (JPN)      | David Kevkišvili (GEO)          | Akos Braun (HUN) Anatolij Larjukov (BLR)           |
| Super World Cup |                              |                                 |                                                    |
| 2005            | Daniel Fernandes (FRA)       | Sašo Jereb (SLO)                | Claudius Bastea (ROU) David Kevkišvili (GEO)       |
| 2006            | Georgi Georgiev (BUL)        | Salam Medžidov (RUS)            | Lee Won-hee (KOR) Dirk Van Tichelt (BEL)           |
| 2007            | Júsuke Kanamaru (JPN)        | Elnur Mammadli (AZE)            | Daniel Fernandes (FRA) Georgi Georgiev (BUL)       |
| 2008            | Sergiu Toma (MDA)            | Ronal Girones Sago (CUB)        | Rinat Ibragimov (KAZ) Koen Sleeckx (BEL)           |
| Grand Chelem    |                              |                                 |                                                    |
| 2009            | Wang Ki-chun (KOR)           | Yordanis Arencibia (CUB)        | Gilles Bonhomme (FRA) Mario Schendel (GER)         |
| 2010            | Wang Ki-chun (KOR)           | Hirojuki Akimoto (JPN)          | Jasuhiro Awano (JPN) Rinat Ibragimov (KAZ)         |
| 2011            | Riki Nakaja (JPN)            | Attila Ungvari (HUN)            | Ugo Legrand (FRA) Jasuhiro Awano (JPN)             |
| 2012            | Nyam-Ochir Sainjargal (MGL)  | Christopher Voelk (GER)         | Gilles Bonhomme (FRA) Zelimchan Ozdoev (RUS)       |
| 2013            | Chašbátaryn Cagánbátar (MGL) | Bruno Mendonca (BRA)            | Dex Elmont (NED) Šóhei Óno (JPN)                   |

### Polostřední váha (−81 kg)
(−78 kg před rokem 1998)
| Rok             | Zlato                     | Stříbro                    | Bronz                                              |
| --------------- | ------------------------- | -------------------------- | -------------------------------------------------- |
| World Cup       |                           |                            |                                                    |
| 1989            | Jean-Michel Berthet (FRA) | Jason Morris (USA)         | Gilles Musquin (FRA) Marc Vallot (BEL)             |
| 1990            | Tacuto Močida (JPN)       | Chun Man-bae (KOR)         | Zsolt Zsoldos (HUN) Kim Byung-joo (KOR)            |
| 1991            | Marko Spittka (GER)       | Johan Laats (BEL)          | Olivier Schaffter (SUI) Kim Byung-joo (KOR)        |
| 1992            | Kim Byung-joo (KOR)       | Alexandru Ciupe (CAN)      | Stéphane Fremont (FRA) Iulian Rusu (ROU)           |
| 1993            | Jeon Ki-young (KOR)       | Yoon Dong-sik (KOR)        | Marko Spittka (GER) Bertrand Amoussou-Guenou (FRA) |
| 1994            | Yoon Dong-sik (KOR)       | Jeon Ki-young (KOR)        | Laurent François (FRA) Patrick Bouras (FRA)        |
| 1995            | Yoon Dong-sik (KOR)       | Patrick Reiter (AUT)       | Uwe Frenz (GER) Djamel Bouras (FRA)                |
| 1996            | Darcel Yandzi (FRA)       | Patrick Bouras (FRA)       | Makoto Takimoto (JPN) Cho In-chul (KOR)            |
| 1997            | Cho In-chul (KOR)         | German Abdulaev (RUS)      | Karen Balajan (UKR) Uwe Frenz (GER)                |
| 1998            | Sergio Doménech (ESP)     | Karen Balajan (UKR)        | David Inquel (FRA) Stéphane Nomis (FRA)            |
| 1999            | Masahiko Tomouči (JPN)    | Patrick Reiter (AUT)       | Alexei Budolin (EST) Sergei Aschwanden (SUI)       |
| 2000            | Maarten Arens (NED)       | Djamel Bouras (FRA)        | Alexei Budolin (EST) Rjúiči Murata (JPN)           |
| 2001            | Kenzó Nakamura (JPN)      | Cho In-chul (KOR)          | Graeme Randall (GBR) Djamel Bouras (FRA)           |
| Super A         |                           |                            |                                                    |
| 2002            | Jošihiro Akijama (JPN)    | Ahn Dong-jin (KOR)         | Anthony Rodriguez (FRA) Nuno Delgado (POR)         |
| 2003            | Kenzó Nakamura (JPN)      | Flavio Canto (BRA)         | Robert Krawczyk (POL) Salam Medžidov (RUS)         |
| 2004            | Anthony Rodriguez (FRA)   | Cédric Claverie (FRA)      | Kwon Young-woo (KOR) Ilías Iliádis (GRE)           |
| Super World Cup |                           |                            |                                                    |
| 2005            | Guillaume Elmont (NED)    | Florian Rinnerthaler (AUT) | Robert Krawczyk (POL) Takaši Ono (JPN)             |
| 2006            | Giuseppe Maddaloni (ITA)  | Song Dae-nam (KOR)         | Robert Krawczyk (POL) Takaši Ono (JPN)             |
| 2007            | Guillaume Elmont (NED)    | Abderahman Benamadi (ALG)  | Mehman Azizov (AZE) Ole Bischof (GER)              |
| 2008            | Alibek Bašhkaev (RUS)     | Giorgi Baindurašvili (GEO) | Euan Burton (GBR) Alain Schmitt (FRA)              |
| Grand Slam      |                           |                            |                                                    |
| 2009            | Song Dae-nam (KOR)        | Kim Jae-bum (KOR)          | Axel Clerget (FRA) Ivan Nifontov (RUS)             |
| 2010            | Leandro Guilheiro (BRA)   | Levan Ciklauri (GEO)       | Antoine Jeannin (FRA) Travis Stevens (USA)         |
| 2011            | Kim Jae-Bum (KOR)         | Guillaume Elmont (NED)     | Laszlo Csoknyai (HUN) Alain Schmitt (FRA)          |
| 2012            | Ole Bischof (GER)         | Antonio Ciano (ITA)        | Keita Nagašima (JPN) Sergiu Toma (MDA)             |
| 2013            | Jachjo Imamov (UZB)       | Avtandil Chrikišvili (GEO) | Victor Penalber (BRA) Keita Nagašima (JPN)         |

### Střední váha (−90 kg)
(−86 kg před rokem 1998)
| Rok             | Zlato                       | Stříbro                      | Bronz                                                |
| --------------- | --------------------------- | ---------------------------- | ---------------------------------------------------- |
| World Cup       |                             |                              |                                                      |
| 1989            | Pascal Tayot (FRA)          | Fabien Canu (FRA)            | Jean-Luc Geymond (FRA) Masao Murata (JPN)            |
| 1990            | Jean-Luc Geymond (FRA)      | Fernando González (ESP)      | Giorgio Vismara (ITA) Michel Nowak (FRA)             |
| 1991            | Pascal Tayot (FRA)          | Pascal Legoux (FRA)          | León Villar (ESP) Fabien Canu (FRA)                  |
| 1992            | Pascal Tayot (FRA)          | Hirotaka Okada (JPN)         | Axel Lobenstein (GER) Arnaud Perrier (FRA)           |
| 1993            | Hidehiko Jošida (JPN)       | Jošio Nakamura (JPN)         | Roy Poels (NED) Pascal Tayot (FRA)                   |
| 1994            | Ruslan Mašurenko (UKR)      | Adrian Croitoru (ROU)        | Vincenzo Carabetta (FRA) Anatoli Droga (UKR)         |
| 1995            | Hidehiko Jošida (JPN)       | Fernando González (ESP)      | Vincenzo Carabetta (FRA) Jošio Nakamura (JPN)        |
| 1996            | Adrian Croitoru (ROU)       | Masaru Tanabe (JPN)          | Marko Spittka (GER) Alex Smeets (NED)                |
| 1997            | Jeon Ki-young (KOR)         | Algimantas Merkevicius (LTU) | Masaru Tanabe (JPN) Sergey Klishin (AUT)             |
| 1998            | Jošio Nakamura (JPN)        | Vincenzo Carabetta (FRA)     | Lionel Hugonnier (FRA) Fernando González (ESP)       |
| 1999            | George Gugava (GEO)         | Masaru Tanabe (JPN)          | Daan De Cooman (BEL) Yoo Sung-yeon (KOR)             |
| 2000            | Frédéric Demontfaucon (FRA) | Yosvane Despaigne (ITA)      | Keith Morgan (CAN) Kamol Muradov (UZB)               |
| 2001            | Masatoši Tobicuka (JPN)     | Frédéric Demontfaucon (FRA)  | David Bozouklian (FRA) David Alarza (ESP)            |
| Super A         |                             |                              |                                                      |
| 2002            | Mark Huizinga (NED)         | Lionel Hugonnier (FRA)       | Juta Jazaki (JPN) Zurab Zviadauri (GEO)              |
| 2003            | Yosvane Despaigne (ITA)     | David Alarza (ESP)           | Juta Jazaki (JPN) Zurab Zviadauri (GEO)              |
| 2004            | Hiroši Izumi (JPN)          | Frédéric Demontfaucon (FRA)  | Mark Huizinga (NED)                                  |
| Super World Cup |                             |                              |                                                      |
| 2005            | Ilías Iliádis (GRE)         | Fédéric Stiegelmann (FRA)    | Christophe Humbert (FRA) Park Sun-Woo (KOR)          |
| 2006            | Hwang Hee-Tae (KOR)         | Mehdi Khaldoun (FRA)         | Frédéric Demontfaucon (FRA) Siarhei Kucharenko (BLR) |
| 2007            | Chasanbi Taov (RUS)         | Ilías Iliádis (GRE)          | Mark Huizinga (NED) Hiroši Izumi (JPN)               |
| 2008            | Chasanbi Taov (RUS)         | Ramziddin Sajidov (UZB)      | Zafar Machmadov (RUS)                                |
| Grand Slam      |                             |                              |                                                      |
| 2009            | Matthieu Dafreville (FRA)   | Takaši Ono (JPN)             | Michael Pinske (GER) Kirill Denisov (RUS)            |
| 2010            | Takaši Ono (JPN)            | Dilshod Choriev (UZB)        | Amar Benikhlef (FRA) Tiago Camilo (BRA)              |
| 2011            | Daiki Nišijama (JPN)        | Tiago Camilo (BRA)           | Romain Buffet (FRA) Nabiev Churšid (UZB)             |
| 2012            | Dilšod Choriev (UZB)        | Roman Gontjuk (UKR)          | Kirill Denisov (RUS) Asley González (CUB)            |
| 2013            | Varlam Liparteliani (GEO)   | Asley González (CUB)         | Hirotaka Kato (JPN) Dilšod Choriev (UZB)             |

### Polotěžká váha (−100 kg)
(−86 kg před rokem 1998)
| Rok             | Zlato                    | Stříbro                   | Bronz                                            |
| --------------- | ------------------------ | ------------------------- | ------------------------------------------------ |
| World Cup       |                          |                           |                                                  |
| 1989            | François Fournier (FRA)  | Eric Fauroux (FRA)        | Roger Vachon (FRA) Vadim Voinov (LAT)            |
| 1990            | Roger Vachon (FRA)       | Paul Pesqué (FRA)         | Theo Meijer (NED) Jiří Sosna (CZE)               |
| 1991            | Stéphane Traineau (FRA)  | Theo Meijer (NED)         | Peter Den Hoedt (NED) Marc Meiling (GER)         |
| 1992            | Leonid Svirid (BEL)      | Theo Meijer (NED)         | Detlef Knorrek (GER) Samir Mahdi (FRA)           |
| 1993            | Stéphane Traineau (FRA)  | Vitalij Buďukin (RUS)     | Detlef Knorrek (GER) Fabrice Guenet (FRA)        |
| 1994            | Eric Fauroux (FRA)       | Pawel Nastula (POL)       | Patrice Rognon (FRA) Kim Jae-sik (KOR)           |
| 1995            | Pawel Nastula (POL)      | Mičiaki Kamoči (JPN)      | Stéphane Traineau (FRA) Marc Meiling (GER)       |
| 1996            | Pawel Nastula (POL)      | Pedro Soares (POR)        | Stéphane Traineau (FRA) Jošio Nakamura (JPN)     |
| 1997            | Daniel Guerschner (GER)  | Eric Fauroux (FRA)        | Nicolas Gill (CAN) Kim Min-soo (KOR)             |
| 1998            | Pedro Soares (POR)       | Ghislain Lemaire (FRA)    | Šigeru Kubota (JPN) Ben Sonnemans (NED)          |
| 1999            | Ben Sonnemans (NED)      | Jang Sung-ho (KOR)        | Ghislain Lemaire (FRA) Stéphane Traineau (FRA)   |
| 2000            | Kósei Inoue (JPN)        | Stéphane Traineau (FRA)   | Pawel Nastula (POL) Armen Bagdasarov (UZB)       |
| 2001            | Antal Kovács (HUN)       | Iveri Jikurauli (GEO)     | Michael Jurack (GER) Armen Bagdasarov (UZB)      |
| Super A         |                          |                           |                                                  |
| 2002            | Keidži Suzuki (JPN)      | Ihar Makarau (BLR)        | Michele Monti (ITA) Juri Rybak (BLR)             |
| 2003            | Keidži Suzuki (JPN)      | Ghislain Lemaire (FRA)    | George Gugava (GEO) Michele Monti (ITA)          |
| 2004            | Ariel Zeevi (ISR)        | Iveri Jikurauli (GEO)     | Vitalij Bubon (UKR) Ghislain Lemaire (FRA)       |
| Super World Cup |                          |                           |                                                  |
| 2005            | Yoo Kwang-sun (KOR)      | Iveri Jikurauli (GEO)     | Oreidis Despaigne (CUB) Satoši Išii (JPN)        |
| 2006            | Ruslan Gasymov (RUS)     | Yoo Kwang-sun (KOR)       | Takamasa Anai (JPN) Vitalij Bubon (UKR)          |
| 2007            | Daniel Hadfi (HUN)       | Siarhei Kucharenko (BLR)  | Oreidis Despaigne (CUB) Naidan Tüvšinbajar (MGL) |
| 2008            | Ilías Iliádis (GRE)      | Naidan Tüvšinbajar (MGL)  | Takamasa Anai (JPN) Ariel Zeevi (ISR)            |
| Grand Slam      |                          |                           |                                                  |
| 2009            | Takamasa Anai (JPN)      | Jauhen Biadulin (BLR)     | Daniel Brata (ROU) Dimitri Peters (GER)          |
| 2010            | Elco van der Geest (NED) | Sergej Samojlovič (RUS)   | Dimitri Peters (GER) Irakli Tsirekidze (GEO)     |
| 2011            | Henk Grol (NED)          | Naidan Tüvšinbajar (MGL)  | Jevgenijs Borodavko (LAT) Hwang Hee-tae (KOR)    |
| 2012            | Naidan Tüvšinbajar (MGL) | Jevgenijs Borodavko (LAT) | Temuulen Battulga (MGL) Ramziddin Sajidov (UZB)  |
| 2013            | Lukáš Krpálek (CZE)      | Temuulen Battulga (MGL)   | Henk Grol (NED) Cyrille Maret (FRA)              |

### Těžká váha (+100 kg)
(+95 kg před rokem 1998)
| Rok                     | Zlato                              | Stříbro                      | Bronz                                               |
| ----------------------- | ---------------------------------- | ---------------------------- | --------------------------------------------------- |
| World Cup               |                                    |                              |                                                     |
| 1989                    | Laurent Del Colombo (FRA)          | Elvis Gordon (GBR)           | Jochen Plate (GER) Christian Vachon (FRA)           |
| 1990                    | Hidejuki Sekine (JPN)              | Imre Csösz (HUN)             | Georges Mathonnet (FRA) Christian Vachon (FRA)      |
| 1991                    | Henry Stoehr (GER)                 | Eric Buonomo (FRA)           | Jorge Fis (CUB) Frank Moreno Garcia (CUB)           |
| 1992                    | Hidejuki Sekine (JPN)              | Henry Stoehr (GER)           | Harry Van Barneveld (BEL) Georges Mathonnet (FRA)   |
| 1993                    | Kóičiró Mitani (JPN)               | Harry Van Barneveld (BEL)    | Frank Moreno Garcia (CUB) David Douillet (FRA)      |
| 1994                    | Indrek Pertelson (EST)             | Šin’iči Šinohara (JPN)       | Laurent Crost (FRA) Igor Mueller (LUX)              |
| 1995                    | Šin’iči Šinohara (JPN)             | David Douillet (FRA)         | Harry Van Barneveld (BEL) Naoja Ogawa (JPN)         |
| 1996                    | Naoja Ogawa (JPN)                  | Rafal Kubacki (POL)          | Indrek Pertelson (EST) Selim Tataroglu (TUR)        |
| 1997                    | Šin’iči Šinohara (JPN)             | Laurent Crost (FRA)          | Frank Moeller (GER) Karim Boumedjane (FRA)          |
| 1998                    | Ernesto Pérez (ESP)                | Aythami Ruano (ESP)          | Tacuhiro Muramoto (JPN) Tokumi Saruwatari (JPN)     |
| 1999                    | Dennis van der Geest (NED)         | Harry Van Barneveld (BEL)    | Jun Konno (JPN) Vladimir Sanchez (CUB)              |
| 2000                    | Jasujuki Muneta (JPN)              | Vladimir Sanchez (CUB)       | Indrek Pertelson (EST) Eric Krieger (AUT)           |
| 2001                    | Jérôme Dreyfus (FRA)               | Aythami Ruano (ESP)          | Hiroaki Takahaši (JPN) Zoltán Csizmadia (HUN)       |
| Super A                 |                                    |                              |                                                     |
| 2002                    | Aythami Ruano (ESP)                | Paolo Bianchessi (ITA)       | Tamerlan Tmenov (RUS) Tacuhiro Muramoto (JPN)       |
| 2003                    | Jasujuki Muneta (JPN)              | Dennis van der Geest (NED)   | Paolo Bianchessi (ITA) Frank Möller (GER)           |
| 2004                    | Seyed Mahmoud Miran Fashandi (IRN) | Paolo Bianchessi (ITA)       | Abdullo Tangriev (UZB) Laša Gujejiani (GEO)         |
| Tournoi Super World Cup |                                    |                              |                                                     |
| 2005                    | Anis Chedly (TUN)                  | Hidekazu Šoda (JPN)          | Frédéric Lecanu (FRA) Andreas Tölzer (GER)          |
| 2006                    | Jóhei Takai (JPN)                  | Zviadi Khanjaliashvili (GEO) | Vitalij Poljanskyj (UKR) Alexander Michajlin (RUS)  |
| 2007                    | Kósei Inoue (JPN)                  | Jury Rybak (BLR)             | Alexander Michajlin (RUS) Teddy Riner (FRA)         |
| 2008                    | Teddy Riner (FRA)                  | Alexander Michajlin (RUS)    | Abdullo Tangriev (UZB) Grim Vuijsters (NED)         |
| Grand Slam              |                                    |                              |                                                     |
| 2009                    | Teddy Riner (FRA)                  | Alexander Michajlin (RUS)    | Pierre-Alexandre Robin (FRA) Abdullo Tangriev (UZB) |
| 2010                    | Teddy Riner (FRA)                  | Grim Vuijsters (NED)         | Kim Sung-Min (KOR) Martin Padar (EST)               |
| 2011                    | Teddy Riner (FRA)                  | Daiki Kamikawa (JPN)         | Oscar Brayson (CUB) Kim Sung-Min (KOR)              |
| 2012                    | Teddy Riner (FRA)                  | Rafael Silva (BRA)           | Abdullo Tangriev (UZB) Kim Sung-Min (KOR)           |
| 2013                    | Teddy Riner (FRA)                  | Kim Sung-Min (KOR)           | Oscar Brayson (CUB) Rafael Silva (BRA)              |

## Ženy

### Superlehká váha (−48 kg)
| Rok             | Zlato                     | Stříbro                   | Bronz                                           |
| --------------- | ------------------------- | ------------------------- | ----------------------------------------------- |
| World Cup       |                           |                           |                                                 |
| 1989            | Cécile Nowak (FRA)        | Fumiko Ezaki (JPN)        | Martine Dupond (FRA) Fabienne Boffin (FRA)      |
| 1990            | Cécile Nowak (FRA)        | Kerstin Emich (GER)       | Martine Dupond (FRA) Valerie Gotay (USA)        |
| 1991            | Cécile Nowak (FRA)        | Sylvie Meloux (FRA)       | Martine Dupond (FRA) Bénédicte Nardou (FRA)     |
| 1992            | Karen Briggs (GBR)        | Cécile Nowak (FRA)        | Li Aiyue (CHN) Amarilis Savón (CUB)             |
| 1993            | Rjóko Tani (JPN)          | Amarilis Savón (CUB)      | Sarah Nichilo (FRA) Tatjana Kuvšinova (RUS)     |
| 1994            | Acuko Nagai (JPN)         | Amarilis Savón (CUB)      | Yolanda Soler (ESP) Bénédicte Nardou (FRA)      |
| 1995            | Sylvie Meloux (FRA)       | Frédérique Jossinet (FRA) | Yolanda Soler (ESP) Jumiko Eto (JPN)            |
| 1996            | Amarilis Savón (CUB)      | Yolanda Soler (ESP)       | Acuko Nagai (JPN) Jin Shujiao (CHN)             |
| 1997            | Acuko Nagai (JPN)         | Amarilis Savón (CUB)      | Yoo Hee-joon (KOR) Séverine Bruneau (FRA)       |
| 1998            | Sarah Nichilo (FRA)       | Tomoe Makabe (JPN)        | Ilse Heylen (BEL) Frédérique Jossinet (FRA)     |
| 1999            | Amarilis Savón (CUB)      | Laura Moise-Moricz (ROU)  | Sylvie Meloux (FRA) Sarah Nichilo (FRA)         |
| 2000            | Acuko Nagai (JPN)         | Frédérique Jossinet (FRA) | Tang Li Hong (CHN) Amarilis Savón (CUB)         |
| 2001            | Sarah Nichilo (FRA)       | Danieska Carrion (CUB)    | Alina Dumitru (ROU) Čiho Hamano (JPN)           |
| Super A         |                           |                           |                                                 |
| 2002            | Frédérique Jossinet (FRA) | Giuseppina Macrì (ITA)    | Danieska Carrion (CUB) Kajo Kitada (JPN)        |
| 2003            | Frédérique Jossinet (FRA) | Julia Matijass (GER)      | Tomoe Makabe (JPN) Ye Gue-rin (KOR)             |
| 2004            | Kajo Kitada (JPN)         | Frédérique Jossinet (FRA) | Lijuan Gao (CHN) Emilie Lafont (FRA)            |
| Super World Cup |                           |                           |                                                 |
| 2005            | Kajo Kitada (JPN)         | Yanet Bermoy (CUB)        | Frédérique Jossinet (FRA) Ann Simons (BEL)      |
| 2006            | Frédérique Jossinet (FRA) | Isabel Latulippe (CAN)    | Kim Young-ran (KOR) Misato Nakamura (JPN)       |
| 2007            | Wu Shugen (CHN)           | Aurore Climence (FRA)     | Frédérique Jossinet (FRA) Misato Nakamura (JPN) |
| 2008            | Gao Feng (CHN)            | Frédérique Jossinet (FRA) | Michaela Baschin (GER) Yanet Bermoy (CUB)       |
| Grand Slam      |                           |                           |                                                 |
| 2009            | Emi Jamagiši (JPN)        | Frédérique Jossinet (FRA) | Tomoko Fukumi (JPN) Aurore Climence (FRA)       |
| 2010            | Emi Jamagiši (JPN)        | Frédérique Jossinet (FRA) | Tomoko Fukumi (JPN) Chung Jung-yeon (KOR)       |
| 2011            | Haruna Asami (JPN)        | Éva Csernoviczki (HUN)    | Dayaris Alvarez (CUB) Sarah Menezes (BRA)       |
| 2012            | Tomoko Fukumi (JPN)       | Sarah Menezes (BRA)       | Uranceceg Mönchbatyn (MGL) Alina Dumitru (ROU)  |
| 2013            | Haruna Asami (JPN)        | Laëtitia Payet (FRA)      | Sarah Menezes (BRA) Maria Celia Laborde (CUB)   |

### Pololehká váha (−52 kg)
| Rok             | Zlato                     | Stříbro                   | Bronz                                             |
| --------------- | ------------------------- | ------------------------- | ------------------------------------------------- |
| World Cup       |                           |                           |                                                   |
| 1989            | Noriko Mizoguči (JPN)     | Marit Cárdenas Arce (CUB) | Dominique Maaoui-Brun (FRA) Nadia Toumani (FRA)   |
| 1990            | Christel Deliège (BEL)    | Jaana Ronkainen (FIN)     | Fabienne Boffin (FRA) Chang Fengxia (CHN)         |
| 1991            | Almudena Muñoz (ESP)      | Legna Verdecia (CUB)      | Jessica Gal (NED) Fabienne Boffin (FRA)           |
| 1992            | Sharon Rendle (GBR)       | Mucumi Ueda (JPN)         | Ying Hao (CHN) Legna Verdecia (CUB)               |
| 1993            | Cécile Nowak (FRA)        | Laëtitia Tignola (FRA)    | Legna Verdecia (CUB) Legna Mizoguči (JPN)         |
| 1994            | Legna Verdecia (CUB)      | Deborah Allan (GBR)       | Alessandra Giungi (ITA) Hyun Sook-hee (KOR)       |
| 1995            | Almudena Muñoz (ESP)      | Carolina Mariani (ARG)    | Laëtitia Tignola (FRA) Sharon Rendle (GBR)        |
| 1996            | Noriko Narazaki (JPN)     | Laëtitia Tignola (FRA)    | Heidi Goossens (BEL) Legna Verdecia (CUB)         |
| 1997            | Noriko Narazaki (JPN)     | Legna Verdecia (CUB)      | Nicole Flagothier (BEL) Carolina Mariani (ARG)    |
| 1998            | Legna Verdecia (CUB)      | Raffaella Imbriani (GER)  | Marie-Claire Restoux (FRA) Laëtitia Tignola (FRA) |
| 1999            | Legna Verdecia (CUB)      | Sook Kim-hye (KOR)        | Laëtitia Tignola (FRA) Noriko Narazaki (JPN)      |
| 2000            | Liu Yuxiang (CHN)         | Legna Verdecia (CUB)      | Oxana Karzakova (RUS) Sook Kim-hye (KOR)          |
| 2001            | Raffaella Imbriani (GER)  | Zaimaris Calderon (CUB)   | Inge Clement (BEL) Li Ran (CHN)                   |
| Super A         |                           |                           |                                                   |
| 2002            | Salima Souakri (ALG)      | Annabelle Euranie (FRA)   | Amarilis Savón (CUB) Juki Jokosawa (JPN)          |
| 2003            | Lee Eun-hee (KOR)         | Amarilis Savón (CUB)      | Aiko Sato (JPN) Salima Souakri (ALG)              |
| 2004            | Xian Dongmei (CHN)        | Juki Jokosawa (JPN)       | Salima Souakri (ALG) Georgina Singleton (GBR)     |
| Super World Cup |                           |                           |                                                   |
| 2005            | Annabelle Euranie (FRA)   | Delphine Delsalle (FRA)   | Ilse Heylen (BEL) Angeles Diaz (ESP)              |
| 2006            | Shi Junjie (CHN)          | Delphine Delsalle (FRA)   | Kim Kyung-ok (KOR) Anna Charitonova (RUS)         |
| 2007            | Sheila Espinosa (CUB)     | Telma Monteiro (POR)      | Audrey La Rizza (FRA) Marine Richard (FRA)        |
| 2008            | Xian Dongmei (CHN)        | Soraya Haddad (ALG)       | Telma Monteiro (POR) Misato Nakamura (JPN)        |
| Grand Slam      |                           |                           |                                                   |
| 2009            | Natalia Kuzjutina (RUS)   | Audrey La Rizza (FRA)     | Kim Kyung-ok (KOR) Misato Nakamura (JPN)          |
| 2010            | Misato Nakamura (JPN)     | Ana Carrascosa (ESP)      | Meriem Moussa (ALG) Ilse Heylen (BEL)             |
| 2011            | Bundmá Mönchbátaryn (MGL) | Soraya Haddad (ALG)       | Ana Carrascosa (ESP) Priscilla Gneto (FRA)        |
| 2012            | Juka Nišida (JPN)         | Bundmá Mönchbátaryn (MGL) | Ana Carrascosa (ESP) Yanet Bermoy Acosta (CUB)    |
| 2013            | Juki Hašimoto (JPN)       | Majlinda Kelmendi (KOS)   | Andreea Chitu (ROU) Takumi Mijakawa (JPN)         |

### Lehká váha (−57 kg)
(−56 kg před rokem 1998)
| Rok             | Zlato                      | Stříbro                  | Bronz                                             |
| --------------- | -------------------------- | ------------------------ | ------------------------------------------------- |
| World Cup       |                            |                          |                                                   |
| 1989            | Jenny Gal (ITA)            | Nicola Fairbrother (GBR) | Miriam Blasco (ESP) Kasumi Izumi (JPN)            |
| 1990            | Cho Min-sun (KOR)          | Cathérine Arnaud (FRA)   | Nicola Fairbrother (GBR) Laurence Muller (FRA)    |
| 1991            | Jung Sun-yong (KOR)        | Miriam Blasco (ESP)      | Nicola Fairbrother (GBR) Sabine Hirt (FRA)        |
| 1992            | Miriam Blasco (ESP)        | Armelle Iost (FRA)       | Isabelle Magnien (FRA) Čijori Tateno (JPN)        |
| 1993            | Jung Sun-yong (KOR)        | Jessica Gal (NED)        | Nicola Fairbrother (GBR) Driulis Gonzalez (CUB)   |
| 1994            | Noriko Mizoguči (JPN)      | Driulis Gonzalez (CUB)   | Magali Baton (FRA) Jung Sun-yong (KOR)            |
| 1995            | Jung Sun-yong (KOR)        | Noriko Mizoguči (JPN)    | Isabel Fernández (ESP) Driulis Gonzalez (CUB)     |
| 1996            | Noriko Mizoguči (JPN)      | Driulis Gonzalez (CUB)   | Jessica Gal (NED) Marisabel Lomba (BEL)           |
| 1997            | Driulis Gonzalez (CUB)     | Isabelle Magnien (FRA)   | Magali Baton (FRA) Isabel Fernández (ESP)         |
| 1998            | Driulis Gonzalez (CUB)     | Isabel Fernández (ESP)   | Marisabel Lomba (BEL) Karine Petit (FRA)          |
| 1999            | Isabel Fernández (ESP)     | Nicola Fairbrother (GBR) | Jessica Gal (NED) Fanny Riaboff (FRA)             |
| 2000            | Magali Baton (FRA)         | Isabel Fernández (ESP)   | Driulis Gonzalez (CUB) Kim Hwa-soo (KOR)          |
| 2001            | Kie Kusakabe (JPN)         | Michaela Vernerová (CZE) | Isabel Fernández (ESP) Yurisleidy Lupetey (CUB)   |
| Super A         |                            |                          |                                                   |
| 2002            | Yurisleidy Lupetey (CUB)   | Kie Kusakabe (JPN)       | Cinzia Cavazzuti (ITA) Sabrina Filzmoser (AUT)    |
| 2003            | Yurisleidy Lupetey (CUB)   | Jung Hae-Mie (KOR)       | Michelle Buckingham (CAN) Karine Dyot Petit (FRA) |
| 2004            | Isabel Fernandez (ESP)     | Fanny Euranie (FRA)      | Barbara Harel (FRA) Danielle Zangrando (BRA)      |
| Super World Cup |                            |                          |                                                   |
| 2005            | Isabel Fernandez (ESP)     | Fanny Euranie (FRA)      | Sophie Cox (GBR) Sarah Loko (FRA)                 |
| 2006            | Sabrina Filzmoser (AUT)    | Barbara Harel (FRA)      | Isabel Fernandez (ESP) Yurisleidy Lupetey (CUB)   |
| 2007            | Lena Goeldi (SUI)          | Natalia Juchareva (RUS)  | Yvonne Boenisch (GER) Isabel Fernandez (ESP)      |
| 2008            | Sabrina Filzmoser (GER)    | Xu Yan (CHN)             | Isabel Fernandez (ESP) Aiko Sató (JPN)            |
| Grand Slam      |                            |                          |                                                   |
| 2009            | Iouliétta Boukouvála (GRE) | Morgane Ribout (FRA)     | Barbara Harel (FRA) Kaori Macumoto (JPN)          |
| 2010            | Kaori Macumoto (JPN)       | Morgane Ribout (FRA)     | Hedvig Karakas (HUN) Nae Udaka (JPN)              |
| 2011            | Automne Pavia (FRA)        | Aiko Sató (JPN)          | Corina Caprioriu (ROU) Telma Monteiro (POR)       |
| 2012            | Telma Monteiro (POR)       | Aiko Sató (JPN)          | Automne Pavia (FRA) Marti Malloy (USA)            |
| 2013            | Automne Pavia (FRA)        | Anzu Jamamoto (JPN)      | Nae Udaka (JPN) Loredana Ohai (ROU)               |

### Polostřední váha (−63 kg)
(−61 kg před rokem 1998)
| Rok             | Zlato                         | Stříbro                    | Bronz                                                 |
| --------------- | ----------------------------- | -------------------------- | ----------------------------------------------------- |
| World Cup       |                               |                            |                                                       |
| 1989            | Catherine Fleury-Vachon (FRA) | Agnès Philippe (FRA)       | Gooitske Marsman (NED) Hideko Sugimura (JPN)          |
| 1990            | Takako Kobajaši (JPN)         | Yael Arad (ISR)            | Petra Schweizer (GER) Catherine Fleury-Vachon (FRA)   |
| 1991            | Catherine Fleury-Vachon (FRA) | Sun Cho-min (KOR)          | Jenny Gal (ITA) Yael Arad (ISR)                       |
| 1992            | Yael Arad (ISR)               | Miroslava Jánošíková (SVK) | Gella Vandecaveye (BEL) Catherine Fleury-Vachon (FRA) |
| 1993            | Gella Vandecaveye (BEL)       | Miriam Blasco (ESP)        | Diane Bell (GBR) Catherine Fleury-Vachon (FRA)        |
| 1994            | Gella Vandecaveye (BEL)       | Miriam Blasco (ESP)        | Séverine Vandenhende (FRA) Chung Sung-soon (KOR)      |
| 1995            | Jung Sung-sook (KOR)          | Ileana Beltrán (CUB)       | Diane Bell (GBR) Miriam Blasco (ESP)                  |
| 1996            | Ileana Beltrán (CUB)          | Diane Bell (GBR)           | Séverine Vandenhende (FRA) Jung Sung-sook (KOR)       |
| 1997            | Hiroko Kitazume (JPN)         | Sara Álvarez (ESP)         | Gella Vandecaveye (BEL) Séverine Vandenhende (FRA)    |
| 1998            | Nami Kimoto (JPN)             | Sara Álvarez (ESP)         | Amina Abdellatif (FRA) Vânia Ishii (BRA)              |
| 1999            | Jenny Gal (ITA)               | Čigusa Minami (JPN)        | Katarina Walta (GER) Sara Álvarez (ESP)               |
| 2000            | Jung Sung-sook (KOR)          | Séverine Vandenhende (FRA) | Gella Vandecaveye (BEL) Nami Kimoto (JPN)             |
| 2001            | Lucie Décosse (FRA)           | Li Shufang (CHN)           | Séverine Vandenhende (FRA) Anaisis Hernandez (CUB)    |
| Super A         |                               |                            |                                                       |
| 2002            | Gella Vandecaveye (BEL)       | Su Jun Yang (CHN)          | Danielle Vriezema (NED) Ylenia Scapin (ITA)           |
| 2003            | Gella Vandecaveye (BEL)       | Jošie Ueno (JPN)           | Danielle Vriezema (NED) Claudia Heill (AUT)           |
| 2004            | Lucie Décosse (FRA)           | Sarah Clark (GBR)          | Claudia Malzahn (GER) Africa Gutierrez (ESP)          |
| Super World Cup |                               |                            |                                                       |
| 2005            | Jošie Ueno (JPN)              | Fanny Riaboff (FRA)        | Sarah Clark (GBR) Marie Pasquet (FRA)                 |
| 2006            | Lucie Décosse (FRA)           | Jošie Ueno (JPN)           | Claudia Malzahn (GER) Elisabeth Willeboordse (NED)    |
| 2007            | Virgine Marie (FRA)           | Lucie Décosse (FRA)        | Yaritza Abel (CUB) Ajumi Tanimoto (JPN)               |
| 2008            | Lucie Décosse (FRA)           | Jošie Ueno (JPN)           | Anaisis Hernandez (CUB) Xu Yuhua (CHN)                |
| Grand Slam      |                               |                            |                                                       |
| 2009            | Masae Ueno (JPN)              | Nozomi Hirai (JPN)         | Marijana Miskovic (CRO) Vera Koval (RUS)              |
| 2010            | Gévrise Emane (FRA)           | Anicka Van Emden (NED)     | Jošie Ueno (JPN) Elisabeth Willeboordse (NED)         |
| 2011            | Gévrise Emane (FRA)           | Xu Lili (CHN)              | Urska Zolnir (SLO) Clarisse Agbegnenou (FRA)          |
| 2012            | Miki Tanaka (JPN)             | Joung Da-woon (KOR)        | Elisabeth Willeboordse (NED) Alice Schlesinger (ISR)  |
| 2013            | Clarisse Agbegnenou (FRA)     | Anicka van Emden (NED)     | Kana Abe (JPN) Miki Tanaka (JPN)                      |

### Střední váha (−70 kg)
(−66 kg před rokem 1998)
| Rok             | Zlato                      | Stříbro                   | Bronz                                               |
| --------------- | -------------------------- | ------------------------- | --------------------------------------------------- |
| World Cup       |                            |                           |                                                     |
| 1989            | Emanuela Pierantozzi (ITA) | Meriem Moktaa (FRA)       | Claire Lecat (FRA) Roswitha Hartl (AUT)             |
| 1990            | Claire Lecat (FRA)         | Kate Howey (GBR)          | Park Ji-young (KOR) Valerie Bazin (FRA)             |
| 1991            | Odalis Revé-Jiminez (CUB)  | Alice Dubois (FRA)        | Isabelle Beauruelle (FRA) Maria Carmen Bellón (ESP) |
| 1992            | Cho Min-sun (KOR)          | Claire Lecat (FRA)        | Heidi Rakels (BEL) Rowena Sweatman (GBR)            |
| 1993            | Odalis Revé-Jiminez (CUB)  | Alice Dubois (FRA)        | Claudia Zwiers (NED) Cho Min-sun (KOR)              |
| 1994            | Odalis Revé-Jiminez (CUB)  | Alice Dubois (FRA)        | Karine Rambault (FRA) Isabelle Beauruelle (FRA)     |
| 1995            | Cho Min-sun (KOR)          | Alice Dubois (FRA)        | Odalis Revé-Jiminez (CUB) Mariela Spacek (AUT)      |
| 1996            | Isabelle Beauruelle (FRA)  | Anja Von Rekowski (GER)   | Claudia Zwiers (NED) Cho Min-sun (KOR)              |
| 1997            | Kate Howey (GBR)           | Isabelle Beauruelle (FRA) | Claudia Zwiers (NED) Nacuko Sano (JPN)              |
| 1998            | Sibelis Veranes (CUB)      | Ylenia Scapin (ITA)       | Karin Kienhuis (NED) Saki Jošida (JPN)              |
| 1999            | Ylenia Scapin (ITA)        | Úrsula Martin (ESP)       | Ulla Werbrouck (BEL) Kate Howey (GBR)               |
| 2000            | Ulla Werbrouck (BEL)       | Cho Min-sun (KOR)         | Claudia Zwiers (NED) Elena Kotelnikova (RUS)        |
| 2001            | Ulla Werbrouck (BEL)       | Masae Ueno (JPN)          | Amina Abdellatif (FRA) Úrsula Martin (ESP)          |
| Super A         |                            |                           |                                                     |
| 2002            | Masae Ueno (JPN)           | Regla Leyén (CUB)         | Edith Bosch (NED) Annett Boehm (GER)                |
| 2003            | Edith Bosch (NED)          | Catherine Roberge (CAN)   | Gévrise Emane (FRA) Lea Zahoui Blavo (CIV)          |
| 2004            | Amina Abdellatif (FRA)     | Maryna Pryščepová (UKR)   | Ylenia Scapin (ITA) Cathérine Jacques (BEL)         |
| Super World Cup |                            |                           |                                                     |
| 2005            | Edith Bosch (NED)          | Masae Ueno (JPN)          | Ylenia Scapin (ITA) Maryna Pryščepová (UKR)         |
| 2006            | Cathérine Jacques (BEL)    | Annett Böhm (GER)         | Edith Bosch (NED) Maryna Pryščepová (UKR)           |
| 2007            | Leire Iglesias (ESP)       | Cecilia Blanco (ESP)      | Heide Wollert (GER) Mina Watanabe (JPN)             |
| 2008            | Gévrise Emane (FRA)        | Cecilia Blanco (ESP)      | Annett Böhm (GER) Masae Ueno (JPN)                  |
| Grand Slam      |                            |                           |                                                     |
| 2009            | Lucie Décosse (FRA)        | Marie Pasquet (FRA)       | Kerstin Thiele (GER) Dou Shumei (CHN)               |
| 2010            | Lucie Décosse (FRA)        | Anett Meszaros (HUN)      | Hwang Ye-sul (KOR) Joriko Kunihara (JPN)            |
| 2011            | Lucie Décosse (FRA)        | Kerstin Thiele (GER)      | Edith Bosch (NED) Joriko Kunihara (JPN)             |
| 2012            | Haruka Tačimoto (JPN)      | Lucie Décosse (FRA)       | Hwang Ye-sul (KOR) Joriko Kunihara (JPN)            |
| 2013            | Kim Polling (NED)          | Kelita Zupancic (CAN)     | Lucie Décosse (FRA) Laura Vargas-Koch (GER)         |

### Polotěžká váha (−78 kg)
(−72 kg před rokem 1998)
| Rok                     | Zlato                      | Stříbro                  | Bronz                                            |
| ----------------------- | -------------------------- | ------------------------ | ------------------------------------------------ |
| World Cup               |                            |                          |                                                  |
| 1989                    | Jóko Tanabe (JPN)          | Ulla Werbrouck (BEL)     | Marion van Dorssen (NED) Laurence Sionneau (FRA) |
| 1990                    | Jóko Tanabe (JPN)          | Katarina Håkansson (SWE) | Chlinhui Leng (CHN) Erica Baroncini (ITA)        |
| 1991                    | Emanuela Pierantozzi (ITA) | Aline Batailler (FRA)    | Ulla Werbrouck (BEL) Laëtitia Meignan (FRA)      |
| 1992                    | Kim Mi-jung (KOR)          | Jóko Tanabe (JPN)        | Ulla Werbrouck (BEL) Hui Leng Chun (CHN)         |
| 1993                    | Laëtitia Meignan (FRA)     | Estha Essombe (FRA)      | Karin Kienhuis (NED) Sandra Godinho (POR)        |
| 1994                    | Diadenis Luna (CUB)        | Kim Mi-jung (KOR)        | Christine Rey (FRA) Karin Hefkova (SVK)          |
| 1995                    | Ulla Werbrouck (BEL)       | Heidi Rakels (BEL)       | Carine Varlez (FRA) Estha Essombe (FRA)          |
| 1996                    | Jóko Tanabe (JPN)          | Karin Kienhuis (NED)     | Ulla Werbrouck (BEL) Tang Ling (CHN)             |
| 1997                    | Noriko Anno (JPN)          | Tatiana Beljaeva (UKR)   | Ulla Werbrouck (BEL) Juriko Fukuba (JPN)         |
| 1998                    | Diadenis Luna (CUB)        | Lucia Morico (ITA)       | Heidi Rakels (BEL) Júko Tonooka (JPN)            |
| 1999                    | Emanuela Pierantozzi (ITA) | Lucia Morico (ITA)       | Anne-Sophie Mondière (FRA) Beatriz Martin (ESP)  |
| 2000                    | Edinanci Silva (BRA)       | Mizuho Macuzaki (JPN)    | Céline Lebrun (FRA) Michelle Rogers (GBR)        |
| 2001                    | Céline Lebrun (FRA)        | Michelle Rogers (GBR)    | Claudia Zwiers (NED) Mizuho Macuzaki (JPN)       |
| Super A                 |                            |                          |                                                  |
| 2002                    | Mizuho Macuzaki (JPN)      | Céline Lebrun (FRA)      | Claudia Zwiers (NED) Jenny Karl (GER)            |
| 2003                    | Noriko Anno (JPN)          | Jo Su-Hee (KOR)          | Eva Bisseni (FRA) Céline Lebrun (FRA)            |
| 2004                    | Céline Lebrun (FRA)        | Stéphanie Possamaï (FRA) | Lucia Morico (ITA) Yurisel Laborde (CUB)         |
| Tournoi Super World Cup |                            |                          |                                                  |
| 2005                    | Céline Lebrun (FRA)        | Vera Moskaljuk (RUS)     | Sae Nakazawa (JPN) Claudia Zwiers (NED)          |
| 2006                    | Céline Lebrun (FRA)        | Yurisel Laborde (CUB)    | Géraldine Mentouopou (FRA) Sae Nakazawa (JPN)    |
| 2007                    | Maryna Pryščepová (UKR)    | Stéphanie Possamaï (FRA) | Yurisel Laborde (CUB) Marhinde Verkerk (NED)     |
| 2008                    | Yang Xiuli (CHN)           | Vera Moskaljuk (RUS)     | Céline Lebrun (FRA) Stéphanie Possamaï (FRA)     |
| Grand Slam              |                            |                          |                                                  |
| 2009                    | Céline Lebrun (FRA)        | Marhinde Verkerk (NED)   | Yang Xiuli (CHN) Maryna Pryščepová (UKR)         |
| 2010                    | Akari Ogata (JPN)          | Sajaka Anai (JPN)        | Céline Lebrun (FRA) Lucie Louette (FRA)          |
| 2011                    | Audrey Tcheumeo (FRA)      | Lucie Louette (FRA)      | Mayra Aguiar (BRA) Abigel Joo (HUN)              |
| 2012                    | Mayra Aguiar (BRA)         | Kayla Harrison (USA)     | Akari Ogata (JPN) Audrey Tcheumeo (FRA)          |
| 2013                    | Lucie Louette (FRA)        | Akari Ogata (JPN)        | Ruika Sató (JPN) Catherine Roberge (CAN)         |

### Těžká váha (+78 kg)
(+72 kg před rokem 1998)
| Rok             | Zlato                             | Stříbro                           | Bronz                                                       |
| --------------- | --------------------------------- | --------------------------------- | ----------------------------------------------------------- |
| World Cup       |                                   |                                   |                                                             |
| 1989            | Angelique Seriese (NED)           | Claudia Weber (GER)               | Cvetana Božilova (BUL) Natalina Lupino (FRA)                |
| 1990            | Moon Ji-yoon (KOR)                | Emmanuelle Mikula (FRA)           | Daima Beltrán (CUB) 坂上洋子 (JPN)                          |
| 1991            | Moon Ji-yoon (KOR)                | Claudia Weber (GER)               | Yanmin Qiao (CHN) Estela Rodríguez Villanueva (CUB)         |
| 1992            | Estela Rodríguez Villanueva (CUB) | Jóko Sakaue (JPN)                 | Angelique Seriese (NED) Moon Ji-yoon (KOR)                  |
| 1993            | Moon Ji-yoon (KOR)                | Monique van der Lee (NED)         | Angelique Seriese (NED) Noriko Anno (JPN)                   |
| 1994            | Angelique Seriese (NED)           | Johanna Hagn (GER)                | Estela Rodríguez Villanueva (CUB) Monique van der Lee (NED) |
| 1995            | Noriko Anno (JPN)                 | Angelique Seriese (NED)           | Daima Beltrán (CUB) Josephine Horton (GBR)                  |
| 1996            | Johanna Hagn (GER)                | Estela Rodríguez Villanueva (CUB) | Christine Cicot (FRA) Lee Hyun-kyung (KOR)                  |
| 1997            | Céline Lebrun (FRA)               | Daima Beltrán (CUB)               | Gaëlle Potel (FRA) Yuan Hua (CHN)                           |
| 1998            | Brigitte Olivier (BEL)            | Gaëlle Potel (FRA)                | Svetlana Gundarenko (RUS) Miho Ninomija (JPN)               |
| 1999            | Miho Ninomija (JPN)               | Daima Beltrán (CUB)               | Brigitte Olivier (BEL) Sandra Koeppen (GER)                 |
| 2000            | Yuan Hua (CHN)                    | Sandra Koeppen (GER)              | Daima Beltrán (CUB) Majumi Jamašita (JPN)                   |
| 2001            | Midori Šintani (JPN)              | Brigitte Olivier (BEL)            | Marie Elisabeth Veys (BEL) Karina Bryant (GBR)              |
| Super A         |                                   |                                   |                                                             |
| 2002            | Midori Šintani (JPN)              | Sandra Koeppen (GER)              | Xia Liu (CHN) Ibis Dueñas (CUB)                             |
| 2003            | Jia Xueying (CHN)                 | Tea Donguzašvili (RUS)            | Maki Cukada (JPN) Karina Bryant (GBR)                       |
| 2004            | Liu Huanyuan (CHN)                | Rebecca Ramanich (FRA)            | Katrin Bienroth (GER) Maki Cukada (JPN)                     |
| Super World Cup |                                   |                                   |                                                             |
| 2005            | Maki Cukada (JPN)                 | Anne-Sophie Mondière (FRA)        | Karina Bryant (GBR) Simone Callender (GBR)                  |
| 2006            | Anne-Sophie Mondière (FRA)        | Katrin Bienroth (GER)             | Midori Šintani (JPN) Li Yiqing (CHN)                        |
| 2007            | Maki Cukada (JPN)                 | Eva Bisseni (FRA)                 | Liu Huanyuan (CHN) Carola Uilenhoed (NED)                   |
| 2008            | Tong Wen (CHN)                    | urszula Sadkowska (POL)           | Eva Bisseni (FRA) Ketty Mathe (FRA)                         |
| Grand Slam      |                                   |                                   |                                                             |
| 2009            | Tong Wen (CHN)                    | Idalis Ortiz Boucurt (CUB)        | Megumi Tačimoto (JPN) Elena Ivaščenko (RUS)                 |
| 2010            | Elena Ivaščenko (RUS)             | Nihel Chikhrouhou (TUN)           | Kim Na-young (KOR) Idalis Ortiz Boucurt (CUB)               |
| 2011            | Megumi Tačimoto (JPN)             | Lucija Polavder (SLO)             | Liu Huanyuan (CHN) Idalis Ortiz Boucurt (CUB)               |
| 2012            | Megumi Tačimoto (JPN)             | Elena Ivaščenko (RUS)             | Anne-Sophie Mondière (FRA) Idalis Ortiz Boucurt (CUB)       |
| 2013            | Megumi Tačimoto (JPN)             | Idalis Ortiz Boucurt (CUB)        | Kim Ji-youn (KOR) Kim Eun-kyung (KOR)                       |